# Francis Cromarty
Sir Francis Cromarty est un personnage du Tour du monde en quatre-vingts jours de Jules Verne.

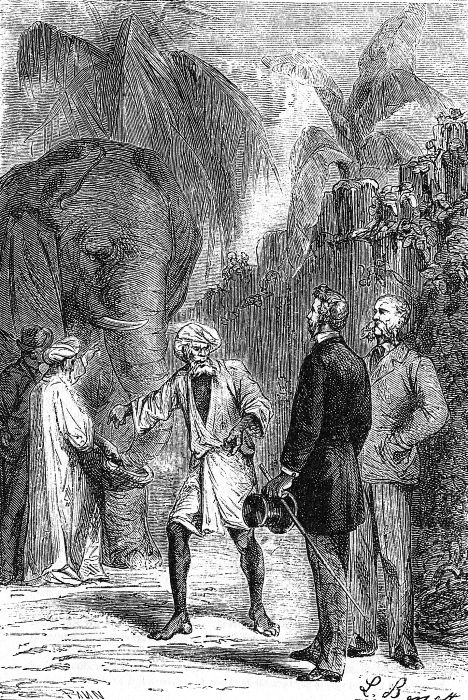
L'achat de l'éléphant Kiouni. À droite, Sir Francis Cromarty

## Le personnage
Grand, blond, âgé de cinquante ans, Sir Francis Cromarty est un brigadier-général de l'armée britannique, en poste aux Indes et s'étant particulièrement distingué durant la Révolte des cipayes. Rejoignant son corps à Bénarès, il a pris passage à bord du Mongolia. Il y fait la connaissance de Phileas Fogg devant une table de jeu, étant aussi enragé que lui pour faire une partie de whist. Au départ de Bombay, il se retrouve dans le même train que le gentleman et se lie d'amitié avec lui. Le soldat a passé le plus clair de son temps en Inde et on pourrait le prendre pour un indigène. C'est un homme instruit qui aurait pu donner des renseignements précieux sur tous les us et coutumes du pays. Cromarty n'est pas sans avoir reconnu l'excentricité de sa nouvelle connaissance, d'autant que Fogg ne lui a pas caché le but de son voyage. Mais à la station de Kholby, les rails manquent pour continuer la traversée jusqu'à Allahabad. Phileas Fogg ne perd pas son sang-froid et loue un éléphant pour pallier cet imprévu. Ayant proposé au brigadier-général une place sur cet étrange moyen de transport, Sir Francis Cromarty assistera ainsi au sauvetage de la belle Aouda. Le soldat avertit Fogg que la jeune femme ne peut rester en Inde, risquant à tout moment de retomber dans les mains de ses bourreaux, malgré la surveillance de l'autorité anglaise. Puis, la station d'Allahabad atteinte, tous ces personnages peuvent reprendre leur trajet en train jusqu'à Bénarès, où le brigadier fait ses adieux à ses compagnons, en souhaitant bonne chance au voyageur pour la réussite de son pari.

## Citation
- « Sir Francis Cromarty n'était pas sans avoir reconnu l'originalité de son compagnon de route, bien qu'il ne l'eût étudié que les cartes à la main et entre deux robres. Il était donc fondé à se demander si un cœur humain battait sous cette froide enveloppe, si Phileas Fogg avait une âme sensible aux beautés de la nature, aux aspirations morales. Pour lui, cela faisait question. De tous les originaux que le brigadier général avait rencontrés, aucun n'était comparable à ce produit des sciences exactes »[2].

## Filmographie
- Interprètes du personnage à l'écran :
  - Cedric Hardwicke dans la version de 1956
  - John Hillerman dans la mini-série télévisée de 1989